# マッチ工場の少女
『マッチ工場の少女』（マッチこうじょうのしょうじょ、フィンランド語：Tulitikkutehtaan tyttö、英語：The Match Factory Girl）は、1990年公開のフィンランド映画。監督はアキ・カウリスマキで、『パラダイスの夕暮れ』『真夜中の虹』に続く“労働者三部作”の第三作。
1990年ベルリン国際映画祭インターフィルム賞受賞。1991年ユッシ賞監督賞、主演女優賞、助演女優賞受賞。

## あらすじ
イリス（カティ・オウティネン）は母（エリナ・サロ）と継父（エスコ・ニッカリ）と暮らす冴えない独身女性。マッチ工場に勤めているが、両親は彼女の収入をあてにして働かず、家事までさせる始末。質素な身なりゆえか男性との出会いもなく、味気ない日々を送るイリス。
ある給料日、イリスはショーウィンドーで見かけた派手なドレスを衝動買いする。両親に咎められ返品を命じられるが、かまわずドレスを着てディスコに行くと、アールネ（ヴェサ・ヴィエリッコ）という男に声をかけられる。一流企業に勤める彼の豪華なアパートで一夜を共にする二人。
アールネに惚れ、さらなるデートを取り付けようとするイリス。自宅へ招き両親にまで会わせるが、あの夜のことは遊びだったとアールネは厳しく告げる。
後日、妊娠していたことを知ったイリスは、一緒に子供を育てるようアールネに手紙を書く。しかし返事は小切手と、中絶を求める短い言葉だけだった。放心して町へさまよい出たイリスは、クルマにはねられ流産してしまう。さらに追い打ちをかけるように、母に心労をかけたとして継父から勘当される。
兄のアパートに転がり込み、悲嘆に暮れるイリス。やがて意を決した彼女は、薬局で殺鼠剤を購入する。
イリスは殺鼠剤を水に溶かして「毒」を作りボトルに入れてハンドバッグにしまう。アールネのアパートを訪ねると女が出てくる。入れ違うように中に入り、「お酒」というとアールネがふたりぶん持ってくる。「氷も」アールネが取りに行っている間、彼のグラスに毒を注ぐ。「お別れに来たの。もうご心配要らないわ」小切手を返しイリスは去る。安心したアールネは酒に口を付ける。
帰りにイリスがバーに寄りビールを飲みながら本を読んでいると、酔った男がナンパしてくる。イリスは微笑みかけ、男のグラスに毒を注いで立ち去る。翌日、イリスは実家を訪ね、ご馳走を用意する。ウォッカのボトルに残りの毒を全部入れ、自分は隣の部屋で一服しながら音楽を聴く。両親が死んだのを確認して家を出る。
後日、工場で作業中だったイリスのもとへ、二人の刑事がやって来る。イリスは二人に連れられ、工場の通路へと消える。

## キャスト
- イリス - カティ・オウティネン
- アールネ - ヴェサ・ヴィエリッコ
- 母 - エリナ・サロ
- 継父 - エスコ・ニッカリ
- 兄 - シル・セッパラ